# Club Atlético Boca Juniors
El Club Atlético Boca Juniors es una entidad deportiva argentina con sede en el barrio de La Boca, Ciudad Autónoma de Buenos Aires. Fue fundado el 3 de abril de 1905 por seis vecinos adolescentes hijos de italianos. El fútbol masculino es su disciplina más destacada, que se desempeña en la Primera División de Argentina, aunque también compite a nivel profesional, nacional e internacionalmente, en baloncesto, voleibol, futsal, fútbol femenino y balonmano mientras que deportes como el boxeo, judo, karate, taekwondo, gimnasia rítmica, gimnasia artística y hockey se practican a nivel amateur.
Boca Juniors participa de la Primera División de Argentina desde 1913 y, desde el Torneo Inicial 2013, se convirtió en el único club que disputó todas las temporadas en Primera División desde el comienzo del profesionalismo en 1931. Además, es el equipo con mayor cantidad de partidos disputados. A partir del 8 de junio de 2015, Boca Juniors batió el récord de mayor permanencia ininterrumpida en Primera División, con 37 312 días. El equipo juega sus partidos como local en el estadio Alberto J. Armando, conocido mundialmente como «La Bombonera»; allí también ha sido localista en numerosas ocasiones la Selección Argentina de fútbol.
A nivel local, el club cuenta con 35 campeonatos de liga de Primera División y 17 copas nacionales (récord argentino), entre las que se destacan cuatro ediciones de la Copa Argentina (máximo ganador del certamen: 1969, 2011-12, 2014-15 y 2019-20) y dos ediciones de la Copa de la Liga Profesional (máximo ganador del certamen: 2020, 2022). También posee un título honorífico de la era amateur: la Copa de Honor, obtenida en 1925; un reconocimiento de la AFA a su exitosa gira por Europa en dicho año.
En el ámbito internacional, es el cuarto club con más títulos oficiales en el mundo (22), entre los cuales posee 18 a nivel confederativo e interconfederativo (FIFA y Conmebol) y 4 copas rioplatenses (AFA-AUF); y es el club con más títulos internacionales oficiales en toda América. Asimismo, es el máximo campeón de la Copa Intercontinental (3) a nivel mundial, junto con Peñarol y Nacional de Uruguay, Milan de Italia y Real Madrid de España. Es el club que más finales disputó de la Copa Libertadores de América (12), y también es el segundo club con mayor cantidad de Libertadores ganadas con seis, (1977, 1978, 2000, 2001, 2003 y 2007) por detrás de Independiente, que tiene siete.
Sumando torneos nacionales e internacionales, es el club más exitoso y con mayor cantidad de títulos en la historia del fútbol argentino: 74 títulos oficiales, lo cual, lo convierte en el club más campeón del país. A su vez, es uno de los equipos más exitosos en el profesionalismo, y también del amateurismo, solamente superado en esta era por el extinto Alumni y Racing Club. Inclusive, es el único club del país en haber logrado al menos un título por década y uno de los dos equipos argentinos (junto con Racing) que más veces salió campeón de forma invicta: 5 (en 1919, 1924, 1926, 1998 y 2011). Al mismo tiempo, fue el segundo club argentino (por detrás de Racing) en alzarse con cuatro títulos oficiales en un solo año, al proclamarse campeón de la Primera División de Argentina, Copa Dr. Carlos Ibarguren, Copa de Competencia Jockey Club y la Cup Tie Competition, todos en el año 1919 (primeros cuatro campeonatos obtenidos en la historia del club).
Es uno de los seis equipos argentinos y uno de los 31 equipos del mundo que ostentan el título de campeón mundial de clubes entre más de 300 000 clubes reconocidos por FIFA, al haber conquistado la Copa Intercontinental en los años 1977, 2000 y 2003, derrotando a los representantes de la Copa de Campeones de Europa: Borussia Mönchengladbach de Alemania, Real Madrid de España y Milan de Italia, respectivamente.
Es considerado uno de los denominados cinco grandes del fútbol argentino, a partir de que la AFA dispusiera la implementación del llamado «voto proporcional» en 1937, que consistía en darle mayor poder de decisión a aquellos clubes con mayor número de socios, mayor antigüedad y mayor cantidad de títulos. Es el único de los cinco grandes que no ha descendido de Primera División.
Junto con River Plate protagoniza el denominado superclásico del fútbol argentino (en el cual domina el historial de enfrentamientos), un evento que según el periódico inglés The Observer está en el primer puesto entre los 50 espectáculos deportivos que hay que ver antes de morir, mientras que el también británico The Sun lo describe como la «experiencia deportiva más intensa del mundo». Asimismo, según una encuesta realizada en 2003, es el club más popular de la Argentina (40,4%) y uno de los que más simpatizantes tiene en todo el mundo. Es por esto que sus hinchas se autoproclaman como «La Mitad Más Uno». Además, es la institución deportiva con más socios de Argentina (y de toda América) con más de 300 000 asociados en 2023, y la segunda con mayor cantidad a nivel mundial, solo por detrás del club alemán Bayern de Múnich.
Boca Juniors ha recibido algunos reconocimientos por su desempeño futbolístico. La IFFHS lo distinguió en su Clasificación histórica del Ranking Mundial de Clubes como el mejor club de Sudamérica del XXI. Fue designado por la FIFA como el duodécimo Mejor Club del Siglo, en diciembre del 2000, ocupando la misma plaza que el Liverpool de Inglaterra, Inter de Italia o Benfica de Portugal. Fue elegido «el club más legendario en la historia de América» según la prestigiosa revista alemana Kicker, que lo ubicó en la octava posición a nivel mundial, siendo la única institución del continente dentro de la lista de los diez mejores. Además, es considerado por la revista inglesa FourFourTwo como «el club de fútbol más emblemático del mundo».

## Historia
La historia del Club Atlético Boca Juniors transcurre desde 1905 siendo el fútbol desde los comienzos la esencia del club y, aunque posteriormente el crecimiento de la institución promovió el desarrollo de otras actividades como las bochas o el básquet, aquel permaneció como la disciplina deportiva sobre la cual se sustenta la entidad y la que le valió su reconocimiento a nivel nacional e internacional.
Boca Juniors, con 74 títulos, es el equipo con mayor cantidad de títulos oficiales en la historia del fútbol argentino. En el plano internacional es la cuarta institución con mayor cantidad de copas en el mundo a nivel confederativo e interconfederativo (18) y la primera en el continente americano, empatando con Independiente de Argentina.
A nivel local cuenta con 35 campeonatos de primera división (29 de la era profesional y 6 de la era amateur) y también con 17 copas nacionales, siendo de nuevo el equipo más ganador de Argentina.
Entre sus principales jugadores históricos se encuentran Diego Armando Maradona, Juan Román Riquelme, Roberto Cherro, Martín Palermo, Hugo Orlando Gatti, Ángel Clemente Rojas, Mario Boyé, Miguel Ángel Brindisi, Silvio Marzolini, Alberto Tarantini, Guillermo Barros Schelotto, Sebastián Battaglia, Carlos Tévez, entre otros. Entre sus principales directores técnicos se encuentran Alfio Basile, Juan Carlos Lorenzo, Carlos Bianchi, Carlos Salvador Bilardo, Alfredo Di Stéfano, Ernesto Lazzatti, Mario Fortunato, Alfredo Garasini, Óscar Washington Tabárez, Miguel Ángel Russo, Julio César Falcioni, etc.

## Símbolos

### Escudo
| 1911-1914 | 1915-1932 | 1932-1996 | 1996-presente |
|           |           |           |               |

- Referencia:[54]

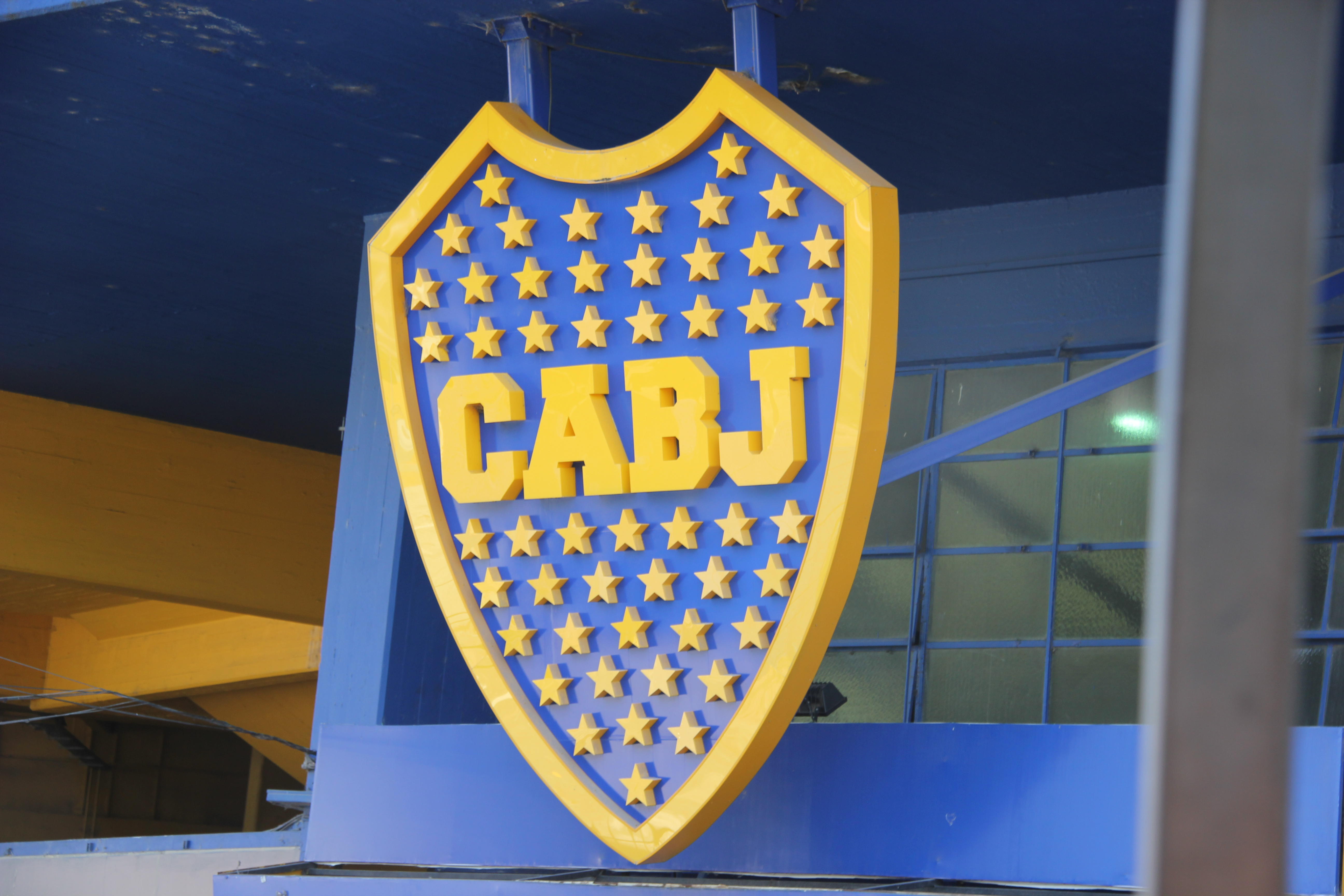
Escudo de Boca Juniors en su estadio.

A lo largo de la historia, Boca ha tenido cuatro escudos.El primero del que se tiene registro surge en 1911, con una forma circular y una franja diagonal que contiene la sigla del club en su interior.
En 1915 aparece un diseño más similar al actual, con una franja horizontal amarilla en el centro. El texto varió entre «CABJ», «C. A. Boca Juniors» y «Boca Juniors».
A partir de la resolución del 18 de octubre de 1932, la insignia lleva estrellas en su interior que representan cada título de Primera División que haya ganado (y que gane en el futuro) Boca Juniors.
En 1996 llega la última y más considerable modificación: la franja amarilla se elimina y se la reemplaza por la sigla «CABJ» en ese color. Actualmente, el escudo cuenta con setenta estrellas, desde que se aprobó mediante asamblea de representantes el 5 de marzo de 2021. Si bien el 15 de junio de 2023 se aprobó la inclusión de setenta y cuatro estrellas en el escudo, aún no se ha presentado un diseño oficial.
En marzo de 2021, el escudo de Boca Juniors fue distinguido por la prestigiosa revista inglesa FourFourTwo como «el mejor de Argentina y de Sudamérica», alcanzando asimismo el puesto número 18 a nivel mundial.

### Himno
La marcha oficial de Boca Juniors es el himno del club y fue creada en 1926. Su ideólogo fue Victoriano Caffarena, un fanático del club que se encontraba acompañando la gira por Europa, en 1925. El mismo le encomendó la composición de la música al compositor Ítalo Goyeche.
La marcha fue ejecutada por primera vez en la casa de Caffarena. Una de sus hermanas estuvo a cargo de la ejecución del piano.
El último ingrediente de esta marcha fue la letra de la canción, cuya autoría le fue atribuida al escritor y periodista Jesús Fernández Blanco.

#### Letra
| «Boca Juniors; Boca Juniors Gran campeón del balompié Que despierta en nuestro pecho Entusiasmo, amor y fe Tu bandera azul y oro En Europa tremoló Como enseña vencedora Donde quiera que luchó Boca es nuestro grito de amor Boca nunca teme luchar Boca es entusiasmo y valor Boca Juniors, a triunfar Con tu enseña victoriosa Que es de oro y cielo azul En la cancha se entusiasma Nuestra fuerte juventud Electrizan tus colores Viejo Boca vencedor Y en los campos de combate Es glorioso tu pendón» Letra: J. Fernández Blanco Música: Ítalo Goyeche |

## Indumentaria

### Uniforme

Los primeros jerséis usados por el equipo en la década de 1900.

- En 2015, Footy Headlines, The Football Attic, True Colors Football y Design Football, sitios web especializados en camisetas de fútbol, realizaron un relevamiento mundial para elegir las 50 mejores de la historia y así establecer un ranking. La de Boca Juniors de 1981 fue distinguida como la mejor de América, ocupando el 12.º puesto a nivel mundial.[67]
- En 2016, la revista francesa So Foot realizó un ranking basado en «opiniones de sitios especializados en uniformes de fútbol de época y de colección». La camiseta titular de Boca en 1981 se situó en el 1.º lugar como la más linda de la historia.[68]
- En 2017, el medio inglés FourFourTwo realizó un ranking de «Las mejores diez camisetas de la historia» ubicando el uniforme titular de Boca 1981 en el 2.º puesto.[69]
- En 2020, la revista France Football publicó un ranking de las 50 camisetas más míticas de la historia titulado «Nuestras camisetas legendarias». El uniforme titular de Boca en 1981 quedó en el 5.º puesto.[70]

| Primer uniforme | (Ver evolución) | Uniforme actual |

### Uniforme actual
| Jugadores de campo | Jugadores de campo | Jugadores de campo | Arquero | Arquero     | Arquero | Entrenamiento | Entrenamiento |
| Titular            | Alternativo        | Tercero            | Titular | Alternativo | Tercero | Titular       | Alternativo   |
| ------------------ | ------------------ | ------------------ | ------- | ----------- | ------- | ------------- | ------------- |
|                    |                    |                    |         |             |         |               |               |

### Indumentaria y patrocinador
| Período   | Proveedor |
| --------- | --------- |
| 1979–1993 | Adidas    |
| 1993–1996 | Olan      |
| 1996      | Topper    |
| 1996–2019 | Nike      |
| 2020–Act. | Adidas    |

| Período   | Patrocinador        |
| --------- | ------------------- |
| 1983–1984 | Vinos Maravilla     |
| 1984      | Dekalb              |
| 1985–1989 | Fate                |
| 1989–1992 | Fiat / Sevel        |
| 1992–1995 | Parmalat            |
| 1996–2002 | Quilmes             |
| 2002–2004 | Pepsi               |
| 2005–2006 | Red Megatone        |
| 2006–2009 | Megatone            |
| 2009–2011 | LG                  |
| 2012–2018 | BBVA / BBVA Francés |
| 2018–2022 | Qatar Airways       |
| 2023–Act. | Betsson             |

| Período   | Patrocinador |
| --------- | ------------ |
| 2004–2006 | Goodyear     |
| 2007–2009 | Unicef       |
| 2009–2014 | Total        |
| 2014–2016 | Citroën      |
| 2016–2018 | Huawei       |
| 2018–2020 | AXION energy |

| Período   | Patrocinador                |
| --------- | --------------------------- |
| 2015–2016 | Exo(pantalón)               |
| 2016–2020 | Río Uruguay Seguros(dorsal) |
| 2018–2019 | Axe(pantalón)               |
| 2020–2021 | Garbarino(espalda)          |
| 2023–Act. | DirecTV(espalda)            |
| 2024–Act. | Pax Assistance(pantalón)    |

## Infraestructura

### Estadio

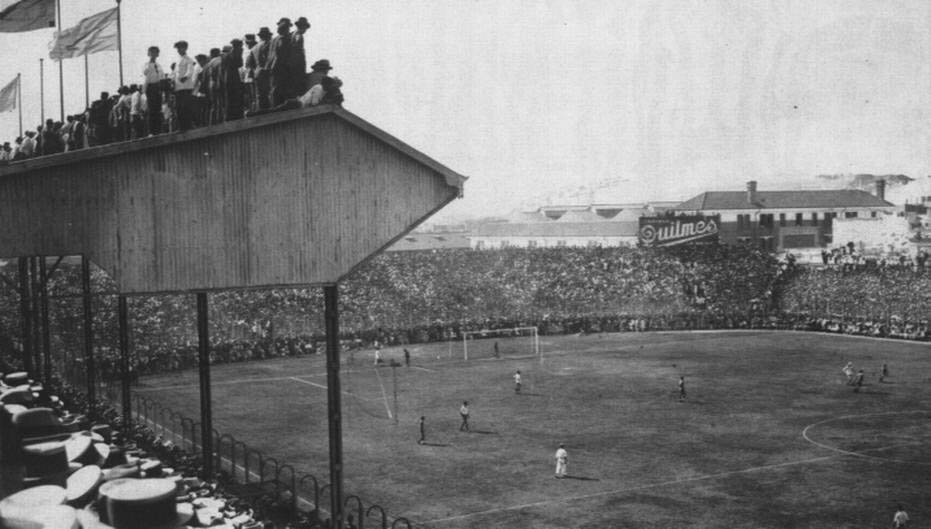
Estadio Brandsen y Del Crucero de Boca Juniors, con tribunas de madera. Ubicado en Brandsen y Del Crucero en La Boca. El mismo sería demolido para construir La Bombonera.

Desde su fundación, el club peregrinó por distintos campos de juego, casi todos ellos ubicados en el barrio de La Boca. La excepción ocurrió en 1914, año en que se consiguió un predio en la localidad de Wilde. La mudanza fue tenazmente resistida por los simpatizantes, al punto de que 1300 de los 1600 socios con que contaba Boca decidieron dejar de pagar su cuota mensual, bajando su popularidad.Inmediatamente se decidió la vuelta a La Boca, concretada en 1916.El campo ubicado en la calle Ministro Brin (Estadio Ministro Brin y Senguel) fue utilizado hasta 1924,año en el que se inauguró el Estadio Brandsen y Del Crucero de tablones en Brandsen y Del Crucero (actualmente Del Valle Iberlucea), utilizado hasta 1938, año en el que se comenzó a pensar en la construcción de La Bombonera. Durante la construcción del actual estadio el equipo jugó como local en el estadio Arquitecto Ricardo Etcheverri, propiedad del Club Ferro Carril Oeste.
El 25 de mayo de 1940 se inauguró oficialmente La Bombonera. Muchos años después, Alberto J. Armando prometió inaugurar el 25 de mayo de 1975 un nuevo y fabuloso estadio en la Ciudad Deportiva de Boca Juniors, destinado a ser sede de la Copa Mundial de Fútbol de 1978. Sin embargo llegó la fecha y la obra estaba apenas empezada, paralizada y abandonada, debido a una gran crisis económica que afectó a la Argentina en general y al club en particular.

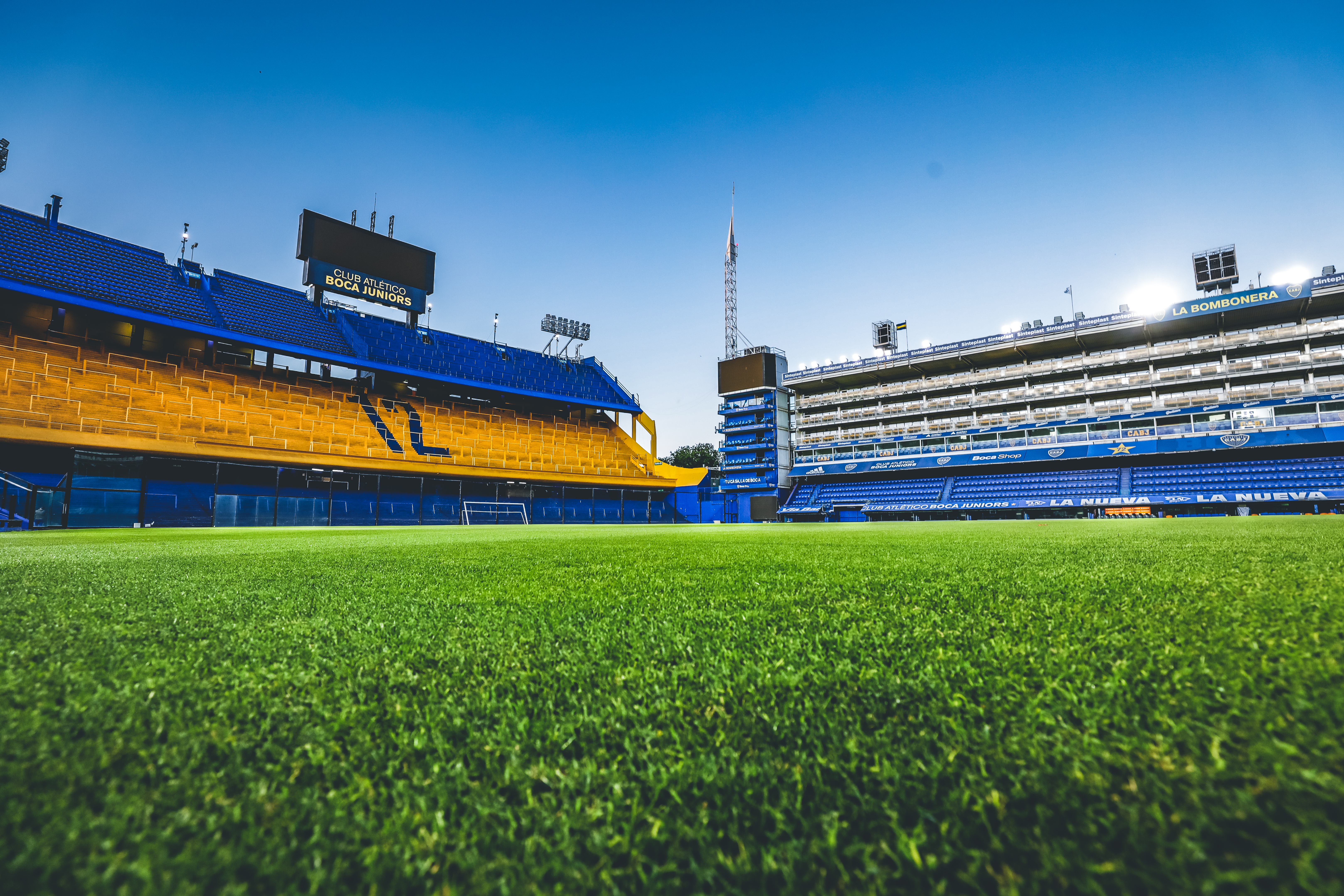
Vista interior del estadio de Boca Juniors, en el Barrio de La Boca, Buenos Aires.

En 1996, Mauricio Macri remodeló el estadio demoliendo los antiguos palcos que daban a la calle Del Valle Iberlucea, reemplazándolos por una pequeña tribuna. Sobre la misma se construyeron los nuevos palcos, esta vez hechos de estructura metálica.Esta remodelación elevó la capacidad del estadio a 57 000 espectadores.
- Fue distinguido como «el mejor estadio de fútbol del mundo» por la revista inglesa FourFourTwo.[108]

- El sitio web estadounidense Bleacher Report, la ubicó en el puesto 47, entre los 52 estadios deportivos del mundo, que hay que visitar antes de morir.[109] Describiéndolo como «un estadio de forma única, del que se dice que late como un corazón, por la influencia de las gradas durante los partidos.[109]La intimidación en su máxima expresión».[109]

- Según un informe del diario inglés The Times en 2009, es el mejor estadio de América y el 7.º a nivel mundial.[110]

- El medio inglés Copa90 eligió a La Bombonera como «el mejor estadio del mundo para ver un partido de fútbol».[111][112]

- Es el tercer estadio con mayor capacidad del fútbol argentino.[113]

- Fue utilizado como localía de la selección de fútbol de Argentina en 34 oportunidades, donde consiguió 22 triunfos 9 empates y 3 derrotas (dos amistosos y un partido oficial por eliminatorias).[114]

- La Selección Argentina mantuvo un invicto de 46 años sin perder en La Bombonera entre 1977 y 2023.[12] Fue sede del Sudamericano de 1925 en el que Argentina se coronó campeón.[115] Asimismo, aquí se disputaron los 2 partidos de las Eliminatorias para el Mundial de 1970, y pese a ganar uno y empatar el otro, la selección no clasificó al Mundial.[116]

- En este estadio se disputó una final de la Copa Intercontinental[117] y once finales de la Copa Libertadores de América (récord).[118]

- Allí se jugó el Superclásico de las Américas 2012, disputado entre las selecciones de Argentina y Brasil, el 21 de noviembre de dicho año, con victoria de los locales por 2 a 1, aunque los visitantes triunfaron en el desempate por penales.[119]

### Complejo Pedro Pompilio

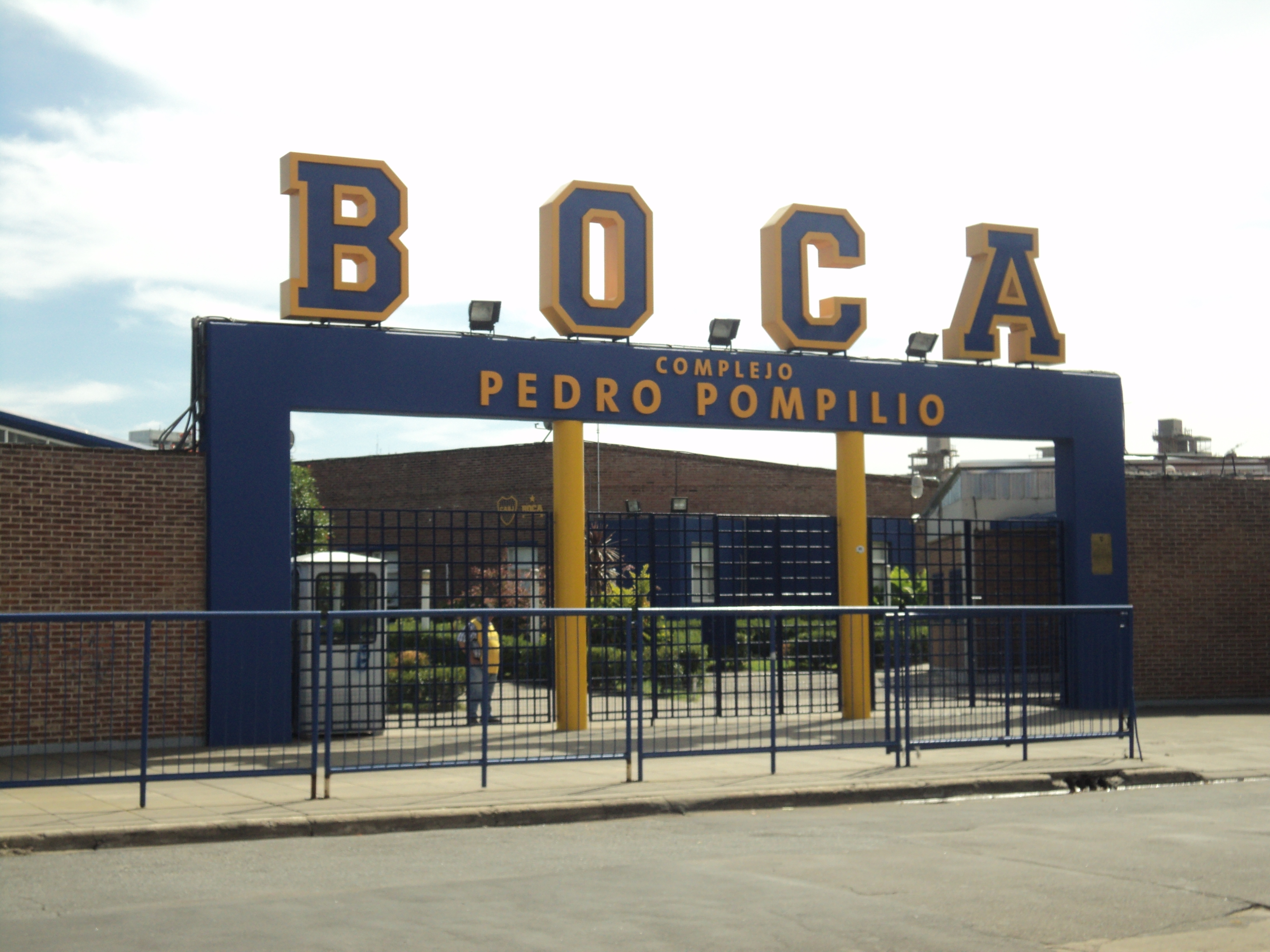
Imagen de la entrada del Complejo Pedro Pompilio.

El Complejo Pedro Pompilio es usado por el club para entrenar a la sección femenina de Boca Juniors, donde también disputa sus partidos.
Se llama Pedro Pompilio en honor al 31.º presidente del Club (desde el 4 de diciembre de 2007 hasta su fallecimiento, el 30 de octubre de 2008).
El complejo actualmente cuenta con: dos canchas profesionales (una de césped natural y la otra de sintético); vestuarios, departamento médico y utilería. Pensión «Complejo Habitacional Gustavo Eberto» donde aloja a los deportistas de las divisiones inferiores. Además cuenta con: cocina y salón comedor; sala de estudios y sala de juegos.

### «La Bombonerita»

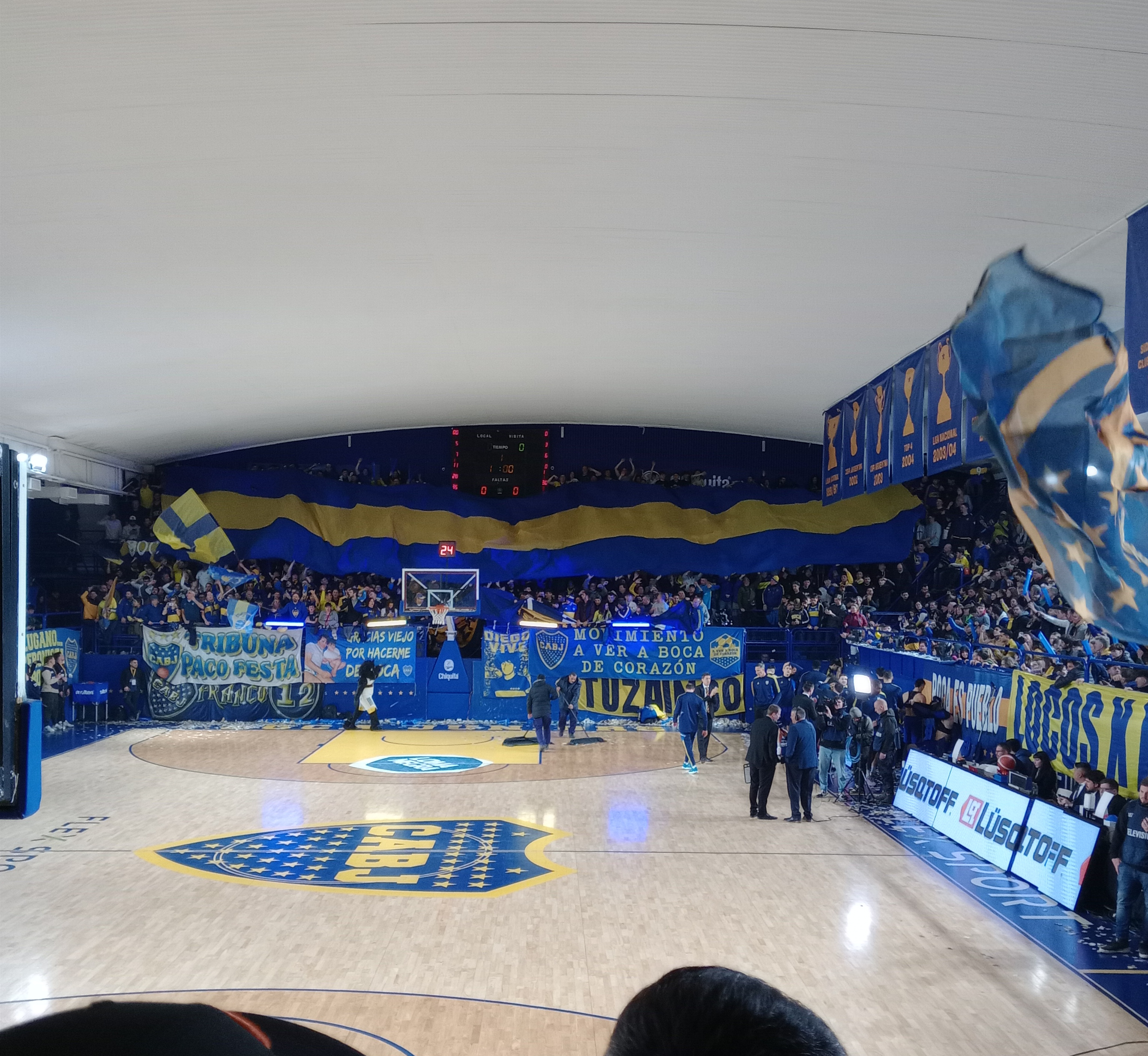
Boca Juniors enfrentando a Instituto (CBA) por el tercer partido de la final de la LNB 2023-24

El 29 de junio de 1996, con Mauricio Macri como presidente, Boca, inauguró el Estadio Luis Conde (más conocido como «La Bombonerita»). Esta es la sede del equipo de básquet de Boca y también del equipo de vóley de Boca. Tiene una capacidad para 2000 personas y se encuentra en la calle Arzobispo Espinosa al 600.

### Polideportivo Benito Quinquela Martín
El 13 de abril de 1999 se inauguró el Polideportivo Benito Quinquela Martín en honor al pintor. Aquí, Boca brinda distintas disciplinas como voley, baloncesto, fútbol sala, judo, karate, entre otros. Se encuentra en la calle Arzobispo Espinosa 550, a tan solo siete cuadras de La Bombonera.

### Museo

Coronas de títulos que ganó Boca Juniors se encuentran en el museo, entre ellas la obtención de la Copa Libertadores 2003 y la Copa Libertadores 2001.

El Museo de la Pasión Boquense fue inaugurado el 3 de abril de 2001. Se encuentra ubicado dentro de las instalaciones del estadio de Boca Juniors.
Es el primer museo temático de fútbol de la Argentina. Cuenta con computadoras y diversos dispositivos tecnológicos, ofreciendo además las más avanzadas técnicas de exhibición, trucos escénicos y lumínicos, espectáculos audiovisuales y diversos efectos especiales.
El recorrido del mismo abarca los orígenes, los campeonatos y títulos, las camisetas, el contexto barrial, los jugadores e ídolos, las vitrinas, objetos preciados, merchandising, souvenires, etc.

### Boca Predio
El 3 de abril de 2017 se inauguró el predio de Boca. Inicialmente llevaría el nombre Mauricio Macri en honor al expresidente del club que ejerció desde 1995 hasta 2008, pero este no aceptó esa decisión. Cuenta con más de 60 hectáreas y 3000 m² cubiertos en los que alberga 11 canchas de fútbol profesional, piletas, gimnasios, cafeterías, hoteles y centros médicos para estos. Se encuentra en las calles Camino Real Presbítero González y Aragón, en Ezeiza.

## Rivalidades

### El Superclásico
Es el partido que enfrenta a los dos equipos de fútbol más grandes y populares del país: Boca Juniors y River Plate. Es el clásico más importante de la Argentina y uno de los más importantes del mundo, de allí la denominación de Superclásico. Esta rivalidad comenzó a principios del siglo XX, cuando dichos clubes compartían el barrio de La Boca.
Según diversos historiadores, el primer partido entre ambos se disputó en 1908 y lo ganó Boca Juniors por 2 a 1. El primer partido oficial se disputó el 24 de agosto de 1913, y en el mismo, River Plate se impuso por 2 a 1 ante el Club Atlético Boca Juniors.
Este particular encuentro ha sobrevivido a numerosos capítulos que quedaron en la historia del deporte argentino, tanto positivos como negativos. Es reconocido internacionalmente como un espectáculo apasionante e imperdible. La revista World Soccer Magazine describió este encuentro como «insuperable por ningún otro en el mundo por su pasión e intensidad». En el artículo comenta que ha tenido la oportunidad de verlo en el estadio Xeneize (La Bombonera) y es algo que no tiene comparación con ningún otro clásico en el mundo.
En agosto de 2020, la cuenta oficial de FIFA en Twitter, realizó una encuesta consultando «Who has the more passionate fans?» (en español, «¿quién tiene los hinchas más apasionados?») entre Boca Juniors y River Plate. Con un total de 154.104 votos a nivel mundial, la encuesta finalizó con una clara victoria en los porcentajes en favor de Boca (58,8%) frente a River (41,2%).
Otro condimento que reviste cierta curiosidad, tiene que ver con el suceso de consagrarse campeón y dar la «vuelta olímpica» en el campo de juego del clásico rival. Y en ese sentido, tanto Boca como River han tenido sus episodios especiales. En el caso de Boca, dio cinco «vueltas» en los dos terrenos que tuvo River: 1 en el Estadio Alvear y Tagle y 4 en el Estadio Monumental. De estas vueltas, dos fueron ante River (1931 en Alvear y Tagle y en el Nacional 1969 en el Monumental), mientras que de las restantes, una fue oficiando de local en el Monumental (1944 ante Racing Club) y las otras tres, tras haberse elegido esa cancha como «campo de juego neutral» (Nacional 1970 contra Rosario Central y el Metropolitano 1976 frente a Unión de Santa Fe).
- El primer enfrentamiento se produjo el 2 de agosto de 1908 en la cancha que los «xeneizes» tenían en la Dársena Sur del puerto de La Boca y terminó con una victoria de Boca por 2-1.[154]

- Se enfrentaron en tres finales. En el Campeonato Nacional 1976 en el estadio de Racing Club, Boca Juniors ganó por 1 a 0, con un gol de tiro libre de Rubén José Suñé.[155] Por la Supercopa Argentina 2017, River venció a Boca por 2 a 0 en la ciudad de Mendoza.[156] En el último antecedente, en las finales de la Copa Libertadores 2018, River venció por un resultado global de 5 a 3.[157]

- Se enfrentaron en siete torneos internacionales en forma de eliminación directa: Supercopa Sudamericana 1994, Copa Libertadores 2000, Copa Libertadores 2004, Copa Sudamericana 2014, Copa Libertadores 2015, Copa Libertadores 2018 y Copa Libertadores 2019.[158] Boca Juniors eliminó a River en tres ocasiones: en cuartos de final de la Supercopa Sudamericana 1994, cuartos de final de Libertadores 2000 y Semifinal de Libertadores 2004.[159] River eliminó a Boca en cuatro oportunidades: en Semifinal de Sudamericana 2014, octavos de final de Libertadores 2015, Final de Libertadores 2018, y en Semifinal de Libertadores 2019.[159]En la Libertadores 2015 Boca Juniors fue descalificado de la competición perdiendo en el global, debido a un protocolo fallido de seguridad, en el que los jugadores de la entidad «riverplatense» fueron agredidos con gas pimienta por parte de la tribuna «xeneize».[160] En total se enfrentaron 32 veces por competiciones internacionales, Boca ganó 11, River ganó 10 y empataron en 11 ocasiones.[161]

- En los llamados «mano a mano», Boca ganó en 8 ocasiones, River 13 veces.[162]

- La mayor goleada en la historia de los superclásicos la consiguió Boca Juniors, el 23 de diciembre de 1928,[163] cuando goleó por 6-0 a River Plate. El partido se suspendió a los 38 minutos del segundo tiempo, por pedido de los jugadores de River al referí.[163]

- El 31 de enero de 2015, en un partido amistoso disputado en la provincia de Mendoza, Boca Juniors goleó a River Plate por 5 a 0. Esta es la máxima goleada en la historia de los superclásicos en el profesionalismo.[164]

### Historial estadístico de los superclásicos
Para confeccionar esta tabla de historial absoluta, se toman en cuenta todos los partidos oficiales reconocidos por AFA y Conmebol, más todos los datos recopilados del amateurismo. Cuando un partido es definido por penales se otorga el resultado saliente de los 90 minutos (o 120 si hubo prórroga) de juego, más allá del ganador final, y no se agregan a la tabla de goles los tantos convertidos en la definición. Boca Juniors domina el historial, y supera a River Plate por 6 partidos.
Actualizado al 21 de septiembre de 2024.
| Rival       | PJ  | PG | PE | PP | GF  | GC  | DIF |
| ----------- | --- | -- | -- | -- | --- | --- | --- |
| River Plate | 263 | 92 | 84 | 87 | 338 | 321 | +5  |

(*) No se tienen en cuenta los goles del clásico de 1931, partido que terminó suspendido 1-1 y que finalmente se le dio por ganado a Boca aunque no se especificó el marcador; ninguno de los 2 goles convertidos en el encuentro fue sumado posteriormente en los balances de AFA.
(**) El clásico de vuelta de los octavos de final de la Copa Libertadores 2015, partido que fue suspendido en el entretiempo cuando se encontraba 0-0, se computa como empate, ya que se aplicó el artículo 22 del reglamento de la Conmebol. River avanzó a la siguiente fase al haber ganado 1-0 en el partido de ida.

### Los otros clásicos
Se denomina «clásico» a los enfrentamientos entre los clubes denominados grandes. Todos los partidos disputados entre estos equipos son clásicos.
Con el paso del tiempo algunos de estos han tomado mayor relevancia debido a factores como el origen de ambos equipos, su ubicación geográfica, disputa por cantidad de títulos internacionales, rivalidad entre hinchadas o porque muchas veces estos partidos definían campeonatos, entre otras cosas. Luego del Superclásico, los otros clásicos de Boca Juniors son versus Independiente, Racing y San Lorenzo (que completan a los 5 grandes). El primero que disputó fue el clásico contra Racing el 6 de diciembre de 1908.
A continuación, se detallan los enfrentamientos contra los otros tres grandes del fútbol argentino.
- Se contabilizan todos los partidos oficiales (locales e internacionales):

Actualizado al 14 de septiembre de 2024.
| Rival         | PJ  | PG  | PE  | PP  | GF  | GC  | DIF |
| ------------- | --- | --- | --- | --- | --- | --- | --- |
| Independiente | 226 | 80  | 71  | 75  | 306 | 297 | +5  |
| Racing Club   | 219 | 94  | 52  | 73  | 269 | 282 | +21 |
| San Lorenzo   | 213 | 77  | 53  | 83  | 298 | 296 | -6  |
| Total         | 658 | 251 | 176 | 231 | 873 | 875 | 20  |

## Dirigentes

### Presidentes

#### Comisión directiva 2023-2027
Las autoridades actuales son:
| Comisión directiva |
| |
| - Presidente: Juan Román Riquelme - Vicepresidente 1.º: Jorge Amor Ameal - Vicepresidente 2.º: Ricardo de la Fuente - Vicepresidente 3.º: Diego Anro - Secretario general: Ricardo Rosica - Prosecretario general: Alejandro Veiga - Tesorero: Carlos Montero - Protesorero: Eugenio Buscaglia |
| |

## Datos del club
- Temporadas en Primera División: 114 (1913 - 2025)[179]
- Mayor goleada conseguida:
  - En campeonatos nacionales: Boca Juniors 11-1 Tigre, el 7 de junio de 1942.[180]
  - En torneos internacionales: Boca Juniors 7-0 Bolívar de Bolivia, el 27 de abril en la Copa Libertadores 2007.[181]
- Mayor goleada recibida:
  - En campeonatos nacionales: San Isidro 7-0 Boca Juniors, el 10 de octubre de 1915.[182]
  - En torneos internacionales: Palmeiras 6-1 Boca Juniors, el 9 de marzo en la Copa Libertadores 1994.[183]
- Mejor puesto en campeonatos oficiales de AFA: 1.º (37 veces)[184]
- Peor puesto en campeonatos oficiales de AFA: 19.º (Torneo Final 2013)[185]
- Máximo goleador en la historia del club: Martín Palermo (236 goles)[186]
- Máximo goleador en torneos internacionales: Martín Palermo (43 goles)[187]
- Máximo goleador en Copa Libertadores: Juan Román Riquelme (25 goles)[188]
- Más partidos disputados: Roberto Mouzo (426 partidos)[189]
- Jugador con más títulos: Sebastián Battaglia (17 títulos)[190]
- Arquero con la vaya invicta más larga: Esteban Andrada (1128 minutos)[191]
- Mayor cantidad de partidos ganados consecutivamente: 13 (2006)[192]
- Mayor cantidad de partidos ganados consecutivamente de local: 21 (entre 1923 y 1925)[193]
- Mayor cantidad de partidos invicto en el amateurismo: 59 partidos (entre 1924 y 1927) Récord nacional[194]
- Mayor cantidad de partidos invicto en el profesionalismo: 40 partidos (entre la 15.ª fecha (5 de mayo) del Clausura 1998 y la 16.ª fecha (2 de junio) del Clausura 1999) Récord nacional[195]
- Mayor cantidad de partidos invicto consecutivamente de local en el amateurismo: 53 (entre 1923 y 1928)[196]
- Mayor cantidad de partidos invicto consecutivamente de local en el profesionalismo: 39 (entre 2007 y 2008)[197]
- Entrenamiento con más público: 50 000 espectadores (2018) Récord mundial [198]
- Títulos internacionales: (22) Récord americano[199]

## Rankings

### Rankings deIFFHS
- Ranking mundial de clubes del Siglo XXI: 12.º[200]
- Ranking continental de clubes del XXI: 1.º[201]
- Ranking continental de clubes del XX: 6.º[202]

### Rankings deConmebol
- Ranking de Clubes de la Conmebol: 3.º[203]

## Organigrama

### Plantel 2025
- Los equipos argentinos están limitados por la AFA a tener en su plantel de primera división un máximo de seis futbolistas extranjeros pero solo cinco firmando planilla por partido.[204]

#### Goleadores históricos

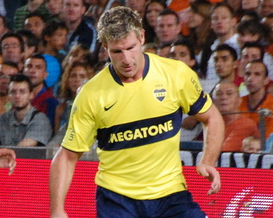
Martín Palermo es el máximo goleador en la historia de Boca Juniors, con 236 goles.

### Mercado de pases de invierno de 2025
| Altas          | Altas                | Altas | Altas               | Altas             | Altas                 | Altas       |
| Pos.           | Nac.                 | N.º   | Jugador             | Procedencia       | Tipo                  | Costo       |
| -------------- | -------------------- | ----- | ------------------- | ----------------- | --------------------- | ----------- |
| Defensa        | Bandera de Argentina |       | Balthazar Bernardi  | Arsenal           | Rescisión de Préstamo | $ 0         |
| Defensa        | Bandera de Argentina | 26    | Marco Pellegrino    | Milan             | Traspaso (80 %)       | $ 3 500 000 |
| Centrocampista | Bandera de Argentina | 27    | Malcom Braida       | San Lorenzo       | Traspaso              | $ 1 800 000 |
| Centrocampista | Bandera de Colombia  |       | Jorman Campuzano    | Atlético Nacional | Fin de préstamo       | $ 0         |
| Centrocampista | Bandera de Argentina | 5     | Leandro Paredes     | Roma              | Traspaso              | $ 3 000 000 |
| Delantero      | Bandera de Argentina |       | Érik Bodencer       | Atlanta           | Rescisión de préstamo | $ 0         |
| Delantero      | Bandera de Argentina |       | Maximiliano Zalazar | Tigre             | Rescisión de préstamo | $ 0         |

| Bajas          | Bajas                | Bajas | Bajas               | Bajas                     | Bajas                 | Bajas       |
| Pos.           | Nac.                 | N.º   | Jugador             | Destino                   | Tipo                  | Costo       |
| -------------- | -------------------- | ----- | ------------------- | ------------------------- | --------------------- | ----------- |
| Defensa        | Bandera de Argentina | 6     | Marcos Rojo         | Racing Club               | Rescisión de contrato | $ 0         |
| Centrocampista | Bandera de Colombia  |       | Jorman Campuzano    | Atlético Nacional         | Opción de compra      | $ 1 700 000 |
| Centrocampista | Bandera de Argentina | 36    | Esteban Rolón       | Libre                     | Rescisión de contrato | $ 0         |
| Delantero      | Bandera de Argentina |       | Érik Bodencer       | Llaneros                  | Rescisión de contrato | $ 0         |
| Préstamos      |                      |       |                     |                           |                       |             |
| Pos.           | Nac.                 | N.º   | Jugador             | Destino                   | Hasta                 | Cargo       |
| Defensa        | Bandera de Argentina |       | Balthazar Bernardi  | Estudiantes (BA)          | Diciembre de 2026     | $ 0         |
| Defensa        | Bandera de Argentina | 52    | Walter Molas        | Universidad de Concepción | Junio de 2026         | $ 0         |
| Centrocampista | Bandera de Argentina |       | Simón Rivero        | Tigre                     | Diciembre de 2026     | $ 0         |
| Delantero      | Bandera de Argentina |       | Maximiliano Zalazar | Gimnasia y Esgrima (LP)   | Diciembre de 2026     | $ 0         |

## Registros

#### En la historia del club (1905-2025)
| Jugador           | Temporadas           | Partidos | Goles | Promedio |
| ----------------- | -------------------- | -------- | ----- | -------- |
| Martín Palermo    | 1997-2000; 2004-2011 | 404      | 236   | 0,58     |
| Roberto Cherro    | 1926-1938            | 305      | 223   | 0,73     |
| Francisco Varallo | 1931-1939            | 222      | 194   | 0,87     |
| Domingo Tarasconi | 1922-1932            | 236      | 193   | 0,81     |
| Jaime Sarlanga    | 1940-1948            | 220      | 129   | 0,58     |

- Referencia:[205]

#### Profesionalismo
| Jugador           | Temporadas           | Partidos | Goles | Promedio |
| ----------------- | -------------------- | -------- | ----- | -------- |
| Martín Palermo    | 1997-2000; 2004-2011 | 404      | 236   | 0,58     |
| Francisco Varallo | 1931-1939            | 222      | 194   | 0,87     |
| Jaime Sarlanga    | 1940-1948            | 220      | 129   | 0,58     |
| Mario Boyé        | 1941-1949; 1955      | 230      | 124   | 0,53     |
| Roberto Cherro    | 1931-1938            | 190      | 120   | 0,63     |

- Referencia:[206]

### Mayores presencias

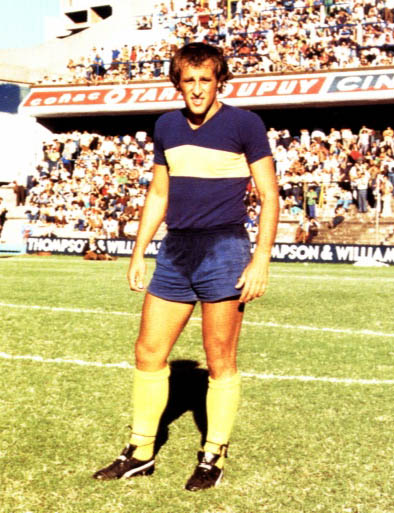
Roberto Mouzo es quien disputó más partidos en Boca Juniors, con 426 encuentros.

#### En la historia del club
| Jugador                         | Temporadas                 | Partidos |
| ------------------------------- | -------------------------- | -------- |
| Roberto Mouzo                   | 1971-1984                  | 426      |
| Hugo Orlando Gatti              | 1976-1988                  | 417      |
| Silvio Marzolini                | 1960-1972                  | 408      |
| Martín Palermo                  | 1997-2000; 2004-2011       | 404      |
| Carlos Fernando Navarro Montoya | 1988-1996                  | 400      |
| Juan Román Riquelme             | 1996-2002; 2007; 2008-2014 | 388      |
| Antonio Ubaldo Rattín           | 1956-1970                  | 382      |
| Ernesto Lazzatti                | 1934-1947                  | 379      |
| Rubén José Suñé                 | 1967-1972; 1976-1980       | 377      |
| Natalio Pescia                  | 1942-1956                  | 365      |

- Referencia:[207]

## Entrenadores

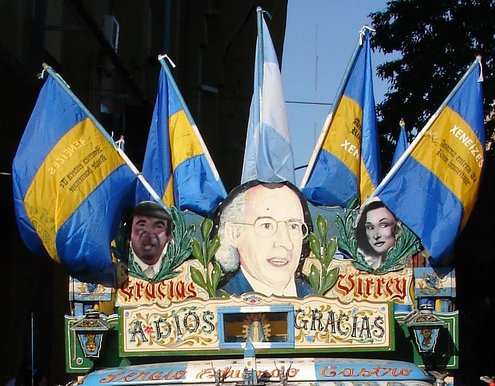
Agradecimiento de los vecinos de La Boca a Carlos Bianchi, el técnico más ganador en la historia de Boca Juniors (9 títulos en total).

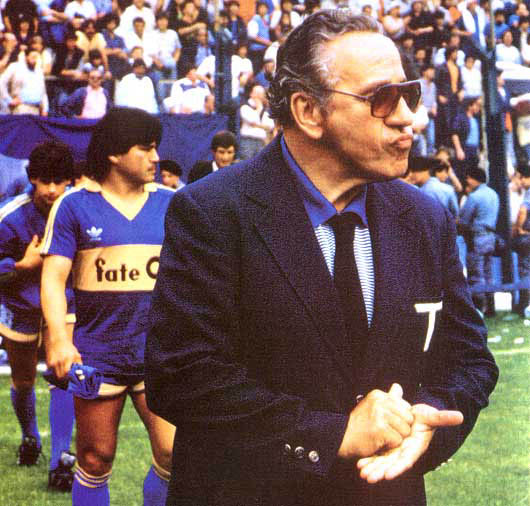
Juan Carlos Lorenzo, primer campeón del mundo con Boca Juniors (5 títulos en total).

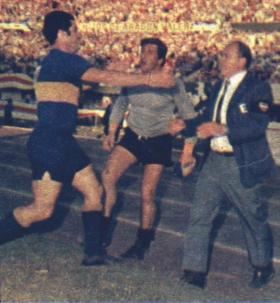
Alfredo Di Stéfano (derecha) como técnico de Boca. Doble campeón en 1969.

### Cuerpo técnico
- Entrenador: Miguel Ángel Russo
- Ayudantes de campo: Claudio Úbeda y Juvenal Rodríguez
- Preparador físico: Cristian Aquino
- Entrenador de arqueros: Cristián Muñoz
- Médicos: Dr. Rubén Argemi y Dr. Lucas Logioco
- Kinesiólogos: Lic. Leonardo Betchakian
- Referencia:[208]

### Entrenadores destacados
| Entrenador                 | Éxitos | Títulos |
| -------------------------- | --- | ------- |
| Carlos Bianchi             | Campeón local, de América e Intercontinental. Actualmente es el entrenador más ganador en la historia del fútbol argentino. Campeón del Torneo Apertura 1998 Torneo Clausura 1999. Dejando en segundo lugar a su rival histórico River Plate. Campeón de la Copa Libertadores 2000 Torneo Apertura 2000. Dejando en segundo lugar a su rival histórico River Plate. Campeón de la Copa Intercontinental 2000 Campeón de la Copa Libertadores 2001 Campeón de la Copa Libertadores 2003 Campeón de la Torneo Apertura 2003 Campeón de la Copa Intercontinental 2003 | 9       |
| Mario Fortunato            | Último campeón amateur en 1930 Primer campeón del profesionalismo en 1931 Bicampeón por primera vez en la historia de Boca de Primera División 1934 y 1935 Campeón de la Copa Competencia Británica 1946 Campeón de la Copa Confraternidad Escobar-Gerona 1946 | 6       |
| Juan Carlos Lorenzo        | Primer campeón de la Copa Libertadores de América consecutivamente e Intercontinental por primera vez en la historia de Boca. Campeón del Metropolitano 1976 Campeón del Nacional 1976 Campeón de la Copa Libertadores 1977 Campeón de la Copa Libertadores 1978 Campeón de la Copa Intercontinental 1977 | 5       |
| Alfio Basile               | Campeón del Torneo Apertura 2005 Campeón de la Recopa Sudamericana 2005 Campeón del Torneo Clausura 2006 Campeón de la Copa Sudamericana 2005 Campeón de la Recopa Sudamericana 2006 | 5       |
| Alfredo Garasini           | Bicampeón de Primera División. Dejando en segundo lugar a su rival histórico River Plate en ambas ocasiones. Campeón de Primera División 1943 Campeón de Primera División 1944 Campeón de la Copa Confraternidad Escobar-Gerona 1945 Campeón de la Copa Competencia Británica 1946 | 4       |
| Miguel Ángel Russo         | Campeón de la Copa Libertadores 2007 Campeón de Primera División 2019-20. Superando a su rival histórico River Plate en la última fecha. Campeón de la Copa Diego Armando Maradona 2020 Campeón de la Copa Argentina 2019-20 | 4       |
| Sebastián Battaglia        | Campeón de la Copa Argentina 2019-20 Campeón de la Copa de la Liga 2022 Campeón de Primera División 2022 | 3       |
| Alfredo Di Stéfano         | Campeón del Nacional 1969 Campeón de la primera edición de la Copa Argentina 1969 | 2       |
| Carlos Aimar               | Campeón de la Supercopa Sudamericana 1989 Campeón de la Recopa Sudamericana 1990 | 2       |
| Óscar Washington Tabárez   | Campeón de la Copa Máster de Supercopa 1992 Campeón de Primera División 1992-93 | 2       |
| Carlos Ischia              | Campeón del Torneo Apertura 2008 Campeón de la Recopa Sudamericana 2008 | 2       |
| Julio César Falcioni       | Campeón invicto del Torneo Apertura 2011 Valla menos vencida en la historia de los torneos cortos y récord de 12 puntos de ventaja al segundo. Campeón de la Copa Argentina 2011-12 | 2       |
| Rodolfo Arruabarrena       | Campeón de la Copa Argentina 2014-15 Campeón de Primera División 2015 | 2       |
| Guillermo Barros Schelotto | Bicampeón de Primera División, temporadas 2016-17 (dejando en segundo lugar a River Plate) y 2017-18 Primer campeón argentino de Primera División con el formato Superliga Argentina, temporada 2017-18 | 2       |
| Hugo Ibarra                | Campeón de Primera División 2022 Campeón de la Supercopa Argentina 2022 | 2       |

- Referencia:[209]

Notas
- Alfredo Garasini comparte título con Mario Fortunato de Copa Competencia Británica 1946.[209]
- Miguel Ángel Russo comparte título de Copa Argentina 2019-20 con Sebastián Battaglia.[210]
- Sebastián Battaglia comparte título de Campeonato de Primera División 2022 con Hugo Ibarra.[211]

## Palmarés
Nota: en negrita competiciones vigentes en la actualidad. Indicado el récord del torneo  y el compartido 

### Torneos Nacionales (52)
| Competiciones nacionales                     | Títulos | Subcampeonatos |
| -------------------------------------------- | --- | --- |
| Primera División de Argentina (35/22)        | 1919, 1920, 1923, 1924, 1926, 1930, 1931, 1934, 1935, 1940, 1943, 1944, 1954, 1962, 1964, 1965; N. 1969, N. 1970, M. 1976; N. 1976, 1981, Ap. 1992, Ap. 1998, Cl. 1999, Ap. 2000, Ap. 2003, Ap. 2005, Cl. 2006, Ap. 2008, Ap. 2011, 2015, 2016-17, 2017-18, 2019-20, 2022. | 1927, 1928, 1929, 1933, 1945, 1946, 1947, 1950, 1958, M. 1973, M. 1978, 1988-89, 1990-91, Ap. 1991, Ap. 1997, Ap. 2002, Cl. 2003, Cl. 2004, Ap. 2006, Cl. 2007, Cl. 2008, F. 2014. |
| Copa Argentina (4/0)                         | 1969, 2011-12, 2014-15, 2019-20. | |
| Supercopa Argentina (2/3)                    | 2018, 2022. | 2012, 2015, 2017. |
| Copa de la Superliga / Copa de la Liga (2/1) | 2020, 2022. | 2019. |
| Copa de Competencia Jockey Club (2/0)        | 1919, 1925. | |
| Copa Dr. Carlos Ibarguren (5/1)              | 1919, 1923, 1924, 1940, 1944. | 1920. |
| Copa Estímulo (1/0)                          | 1926. | |
| Copa de Competencia Británica (1/2)          | 1946. | 1944, 1945. |

### Torneos internacionales (18)
| Competiciones internacionales           | Títulos                             | Subcampeonatos                      |
| --------------------------------------- | ----------------------------------- | ----------------------------------- |
| Copa Intercontinental (3/1)             | 1977, 2000, 2003.                   | 2001.                               |
| Copa Libertadores de América (6/6)      | 1977, 1978, 2000, 2001, 2003, 2007. | 1963, 1979, 2004, 2012, 2018, 2023. |
| Copa Sudamericana (2/0)                 | 2004, 2005.                         |                                     |
| Recopa Sudamericana (4/1)               | 1990, 2005, 2006, 2008.             | 2004.                               |
| Supercopa Sudamericana (1/1)            | 1989.                               | 1994.                               |
| Copa Máster de Supercopa (1/0)          | 1992.                               |                                     |
| Copa de Oro Nicolás Leoz (1/0)          | 1993.                               |                                     |
| Copa Mundial de Clubes de la FIFA (0/1) |                                     | 2007.                               |
| Copa Interamericana (0/1)               |                                     | 1977.                               |
| Copa Iberoamericana (0/1)               |                                     | 1994.                               |

### Otros torneos internacionales (4)
| Competiciones internacionales               | Títulos     | Subcampeonatos |
| ------------------------------------------- | ----------- | -------------- |
| Copa de Confraternidad Escobar-Gerona (2/0) | 1945, 1946. |                |
| Cup Tie Competition (1/0)                   | 1919.       |                |
| Copa de Honor Cousenier (1/0)               | 1920.       |                |

- Referencia:[212]

### Estadísticas en competencias internacionales
- Máxima goleada en competiciones sudamericanas en casa: 27/04/2007: Club Atlético Boca Juniors 7-0 Bolívar en la Copa Libertadores.[213]
- Máxima goleada en competiciones sudamericanas fuera de casa: 17/03/2015: Zamora 1-5 Club Atlético Boca Juniors en la Copa Libertadores.[214]
- Mayor número de participaciones consecutivas en la Copa Libertadores: 6 (2000-2005), (2018-2023).[215]
- Victorias consecutivas en la Copa Libertadores: 7 (2003).[216]

### Distinciones
- El Mejor Club de Sudamérica del Siglo XXI para la Federación Internacional de Historia y Estadística de Fútbol (IFFHS): (2011).[217]
- El club más legendario en la historia de América y el octavo más legendario del mundo para la revista alemana Kicker: (2014).[218]
- El club de fútbol más emblemático del mundo para la revista inglesa FourFourTwo: (2015).[219]
- El club de fútbol más grande de Sudamérica para la revista inglesa FourFourTwo: (2024).[220]
- Trofeo IFFHS al Tercer Club del Mundo: (2000).[221]
- Trofeo IFFHS al Segundo Club del Mundo: (2004).[222]
- Trofeo IFFHS al Tercer Club del Mundo: (2012).[223]
- Trofeo IFFHS al Mejor Club de Sudamérica de la 1.ª Década del Siglo XXI: (2012).[224]
- Trofeo IFFHS al Mejor Club de Sudamérica del Siglo XXI. (2014)[225]
- Mejor Equipo del Mundo en el mes de mayo del año 2000.[226]
- Mejor Equipo del Mundo en el mes de junio del año 2003.[226]
- Mejor Equipo del Mundo en el mes de marzo del año 2004.[226]
- Mejor Equipo del Mundo en el mes de mayo del año 2007.[226]
- Mejor Equipo del Mundo en el mes de mayo del año 2012.[226]
- Trofeo IFFHS al Líder del Ranking Mundial de Clubes de febrero del año 2001.[227]
- Trofeo IFFHS al Líder del Ranking Mundial de Clubes de marzo del año 2001.[227]
- Trofeo IFFHS al Líder del Ranking Mundial de Clubes de abril del año 2001.[227]
- Trofeo IFFHS al Líder del Ranking Mundial de Clubes de junio del año 2001.[227]
- Trofeo IFFHS al Líder del Ranking Mundial de Clubes de mayo del año 2004.[228]
- Trofeo IFFHS al Líder del Ranking Mundial de Clubes de enero del año 2005.[229]

## Reconocimientos

### El club más ganador del continente
Boca Juniors es parte del grupo selecto de máximos ganadores de títulos internacionales en cada continente. El mismo está conformado por Boca junto con Independiente (18 títulos, representando a América), junto al Real Madrid de Europa (31 títulos); Al-Ahly de África (26 títulos); Auckland City de Oceanía (13 títulos); y Al-Hilal de Asia (8 títulos).
|                   |
| Al-Ahly en África |

|                                         |
| Boca Juniors e Independiente en América |

|                  |
| Al-Hilal en Asia |

|                       |
| Real Madrid en Europa |

|                          |
| Auckland City en Oceanía |

### El club de fútbol más legendario de América
La revista alemana, Kicker, realizó en 2014 un ranking con los clubes más legendarios del mundo. La institución Xeneize se ubicó en la octava posición, siendo la única del continente en formar parte de la lista de los diez mejores.
| Posición      | Club                     |
| ------------- | ------------------------ |
| 1.º           | Real Madrid              |
| 2.º           | Bayern de Múnich         |
| 3.º           | Manchester United        |
| 4.º           | Liverpool                |
| 5.º           | Barcelona                |
| 6.º           | Milan                    |
| 7.º           | Juventus                 |
| 8.º           | Boca Juniors             |
| 9.º           | Hamburgo                 |
| 10.º          | Borussia Mönchengladbach |
| Kicker, 2014. |                          |

## Divisiones inferiores
Las divisiones inferiores del Club Atlético Boca Juniors están conformadas por la reserva, 4.ª división, 5.ª división, 6.ª división, 7.ª división, 8.ª división, 9.ª división y por las infantiles.
Algunos de los futbolistas más destacados de la historia del club nacieron futbolísticamente en la institución. Entre ellos se destacan Roberto Mouzo (futbolista con mayor cantidad de presencias en toda la historia «xeneize»), Ángel Clemente Rojas (más conocido como «Rojitas», considerado por muchas hinchas como el máximo ídolo de la historia del club) y los mediocampistas Antonio Rattín y Natalio Pescia quienes cuentan con la particularidad de ser dos de los escasos futbolistas que han permanecido toda su carrera en una sola institución en el fútbol argentino. Cabe mencionar también que el futbolista que mayores logros cosechó en la historia del equipo es Sebastián Battaglia, quien se formó como canterano y ostenta un total de 17 títulos profesionales. Según el sitio de información periodística CIES Football Observatory, Boca Juniors es el mayor formador de futbolistas profesionales en todo el mundo, formando 78 profesionales sobre 286 clubes analizados de 15 diferentes ligas de fútbol.
Algunos ejemplos de futbolistas surgidos de la cantera «xeneize» en los últimos 20 años son: Fernando Gago, Sebastián Battaglia, Aníbal Matellán, Clemente Rodríguez, Nicolás Burdisso, Carlos Tévez, Éver Banega, Nicolás Gaitán, Leandro Paredes, Willy Caballero, Nahuel Molina, Rodrigo Bentancur, entre otros.
Las inferiores del Club Atlético Boca Juniors aportaron un total de seis campeones del mundo, divididos en dos por campeonato mundial a la Selección de fútbol de Argentina.

## Otros deportes
Los deportes amateurs que se practican en la institución son:
- Ajedrez
- Atletismo
- Bádminton
- Balonmano
- E-sports
- Fútbol playa
- Gimnasia aeróbica
- Gimnasia artística
- Gimnasia rítmica
- Hockey
- Judo
- Karate
- Lucha
- Maratón
- Pesas
- Pesca
- Ping Pong
- Rugby
- Taekwondo
- Yoga

### Baloncesto
El básquet es el segundo deporte con más importancia para la institución, siendo actualmente el segundo club más ganador de la Liga Nacional, y el equipo argentino que más veces ganó el Campeonato Sudamericano de Clubes (3), junto con Ferro Carril Oeste.
En 1996, se inauguró, en el barrio de La Boca, el Estadio Luis Conde, conocido como «La Bombonerita». Un año después, Boca Juniors obtuvo su primer título de la Liga Nacional en la temporada 1996-97. El equipo titular estuvo conformado por Byron Wilson (EE. UU.), Jerome Mincy (Puerto Rico), Sebastián Festa, Luis Villar y Ariel Bernardini,  bajo la dirección técnica de Julio Lamas.  En la serie final superó por 4-1 a Independiente de General Pico.
Tras siete años sin títulos, en la temporada 2003/04 Boca logró su segundo campeonato de Liga Nacional, con Sergio Hernández como entrenador, tras vencer por 4-2 en las finales a Gimnasia de La Plata. El plantel titular estuvo compuesto por Paolo Quinteros, Byron Wilson, Martín Leiva, Sebastián Rodríguez y Juan Sartorelli.
El tercer título llegó en la temporada 2006/07. Boca, conducido por Gabriel Piccato desde la segunda fase tras reemplazar a Eduardo Cadillac, superó a Ben Hur de Rafaela (3-2) en cuartos de final, a Libertad de Sunchales (3-2) en semifinales y a Peñarol de Mar del Plata (4-2) en la serie decisiva.Los jugadores titulares fueron el ala-pívot Leonardo Gutiérrez, el alero Gustavo Oroná, los bases Raymundo Legaria y Luis Cequeira y el interno cubano Lázaro Borrell.
Luego de diecisiete años, en la temporada 2023/24, Boca obtuvo su cuarto título en la Liga Nacional, con Gonzalo Pérez como entrenador debutante, tras vencer por 4-2 en la serie final a Instituto (C) luego de perder los dos primeros partidos.El quinteto inicial estuvo formado por José Vildoza, Marcos Mata, Leonardo Mainoldi, Wayne Langston y Sebastián Vega.
En la temporada 2024-25, Boca Juniors obtuvo el bicampeonato de la Liga Nacional de Básquet, tras clasificar como el mejor equipo de la temporada regular. En los play-offs, superó en cuartos de final a Ferro por 3-2, y en semifinales derrotó a Quimsa por 3-0. En la serie final se consagró campeón al vencer a Instituto (C) por 4-3. El plantel campeón estuvo integrado por José Vildoza, Santiago Scala, Sebastián Vega, Martín Cuello, Marcos Delía, Andrés Ibargüen, Franco Giorgetti, Facundo Piñero, Thomas Cooper, Juan Martín Guerrero,	Alphonso Anderson, Nicolás Stenta, Fidel Rotta, Tiziano Prome, Martín Torriani y Tiago Drocezesky, bajo la dirección técnica de Gonzalo Pérez.
Además, Boca se consagró campeón en las cinco primeras ediciones de la Copa Argentina (torneo instaurado en 2002 y organizado por la Asociación de Clubes).Bajo la conducción técnica de Sergio Hernández, ganó el Torneo Top 4 de 2004 tras derrotar a Ben Hur.También se coronó campeón de la Copa Súper 20 2025y la Supercopa de La Liga 2024con Gonzalo Pérez como entrenador.

### Palmarés[263]

#### Títulos nacionales
- Liga Nacional de Básquet (5): 1996-97, 2003-04, 2006-07, 2023-24, 2024-25.[264]
- Copa Argentina (5): 2002, 2003, 2004, 2005, 2006.[259]
- Torneo Top 4 (1): 2004.[265]
- Supercopa de La Liga: (1) 2024.[262]
- Copa Súper 20: (1) 2025.[261]

#### Títulos internacionales
- Campeonato Sudamericano de Clubes Campeones (3): 2004, 2005, 2006.[266]

### Fútbol femenino
Disputa sus partidos de local en la cancha principal del Complejo Pedro Pompilio. En ocasiones juega los partidos más trascendentales en La Bombonera.
Es el club más exitoso en el fútbol femenino de Argentina. A nivel local ostenta 32 títulos oficiales. Se proclamó campeón del torneo local en 29 oportunidades, once de ellas en forma consecutiva entre el Apertura 2003 y el Clausura 2008, siendo el equipo que más veces lo ha ganado. En el 2015 obtuvo la Supercopa Argentina. En el 2021 «Las Gladiadoras» consiguen su primer título en la era profesional del fútbol argentino, el Torneo de Transición Femenino 2020. En 2020 disputa la Superfinal de Fútbol Femenino de Primera División A conquistando la estrella 27 para la institución.

### Palmarés

#### Títulos nacionales
- Primera División (29): 1992, 1998, 1999, 2000-01, Apertura 2001, Clausura 2002, Apertura 2003, Clausura 2004, Apertura 2004, Clausura 2005, Apertura 2005, Clausura 2006, Apertura 2006, Clausura 2007, Apertura 2007, Clausura 2008, Apertura 2008, Clausura 2009, Apertura 2009, Clausura 2010, Apertura 2010, Clausura 2011, Apertura 2011, Apertura 2012, Clausura 2013, Inicial 2013, Transición 2020, Clausura 2021, 2022, 2023, 2023, Apertura 2024[276]

- Supercopa Argentina (1): 2015[273]

- Superfinal (1): 2021[273]

- Copa Federal (1): 2023[277]

## Área social

### Boca TV

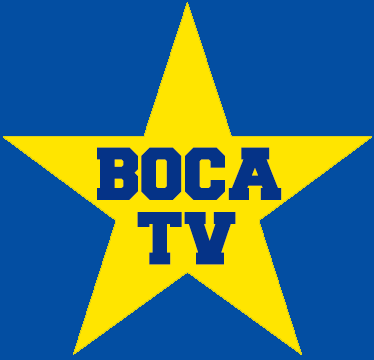
Logo del canal de Boca Juniors.

Comenzó a transmitir el 17 de noviembre del 2003 en televisión por la empresa argentina Pramer. Su programación estaba orientada al fútbol y al club de Boca Juniors con partidos y entrevistas. Cerró sus transmisiones a mediados del 2004 en Cablevisión y en noviembre en Multicanal por cansancio de los televidentes y bajo índice de audiencia.

### El Canal de Boca
Saltó al aire el 22 de febrero de 2021 mediante YouTube y en simultáneo por TNT Sports donde se transmitía en vivo un noticiero por 30 minutos del día a día del Club.

Queremos llegar a los hinchas y que las noticias sean en forma seria. En la programación de los canales (deportivos) le dedican mucho tiempo a Boca. Por eso preferimos poner nuestra comunicación al servicio del hincha para que escuche las dos campanas. Es un logro para todos que hoy nazca este canal y que crezca.
Mario Pergolini

Con el paso del tiempo, el canal fue reconvertirse en una multiplataforma que dispone de programación propia donde cuenta con entrevistas exclusivas a los jugadores, transmite los partidos del equipo en modo radio y muestra los entrenamientos diarios de la primera división.

### Hinchada
Boca es uno de los clubes con mayor cantidad de simpatizantes en todo el mundo, junto con Flamengo, Chivas de Guadalajara, Club América, Corinthians, y superando a Juventus FC, AC Milan, Real Madrid, FC Barcelona y Manchester United. Además, basándose en el porcentaje que acapara en Argentina (entre 40,4% y 46,8% según diferentes encuestas), no hay ningún equipo del mundo que abarque con sus hinchas una porción tan grande de su país.
Es la institución deportiva con más socios de Argentina, y segunda a nivel mundial con un número superior a 300.000 asociados en 2022 (solo por detrás del Bayern Múnich). Esto ha llevado a los seguidores de Boca, e incluso a la propia institución, a autoproclamarse como «la mitad más uno».Su relevancia se extiende más allá del continente, ya que es considerado como uno de los clubes más influyentes a nivel mundial.
En una macroencuesta del diario Marca, la canción «Boca, mi buen amigo» entonada por los hinchas xeneizes, fue elegida como el cántico más espectacular del deporte a nivel mundial.

### Apodos

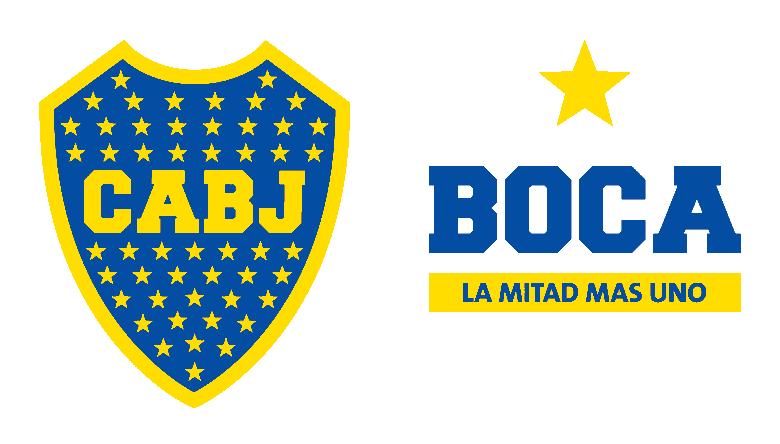
Imagen utilizada por el club en la que se afirma su mayoría de hinchas.

La calificación de La 12 «El jugador número doce» que se ganó la parcialidad de Boca Juniors data de 1925, con motivo de la Gira europea que realizó ese año. En esa oportunidad, el equipo fue acompañado por un fanático boquense, Victoriano Caffarena, perteneciente a una familia adinerada, que financió parte de la gira.Durante la misma Caffarena ayudó al equipo en todo: hizo de técnico, de delegado y de masajista, estableciendo tal grado de relación con los jugadores, que éstos los nombraron «Jugador Número 12».
Referido al conjunto de la hinchada de Boca, la terminología de «Jugador n.° 12» hacia la hinchada de Boca se popularizó cuando el periodista del diario Crítica, Pablo Rojas Paz, más conocido como «El negro de la tribuna» en una de sus habituales crónicas de la década del 30 dijo que «la hinchada es el jugador n.° 12 de Boca». Numerosos futbolistas han marcado que la afición de Boca Juniors es inigualable, que siempre se hace notar, y que se siente como un duodécimo jugador. Ya en la década de 1960, el club, bajo la presidencia de Alberto J. Armando, lo designó oficialmente como «Jugador Número 12». En el año 2003 Boca Juniors llevó 10 000 personas en el marco de la Copa Intercontinental disputada en Japón.

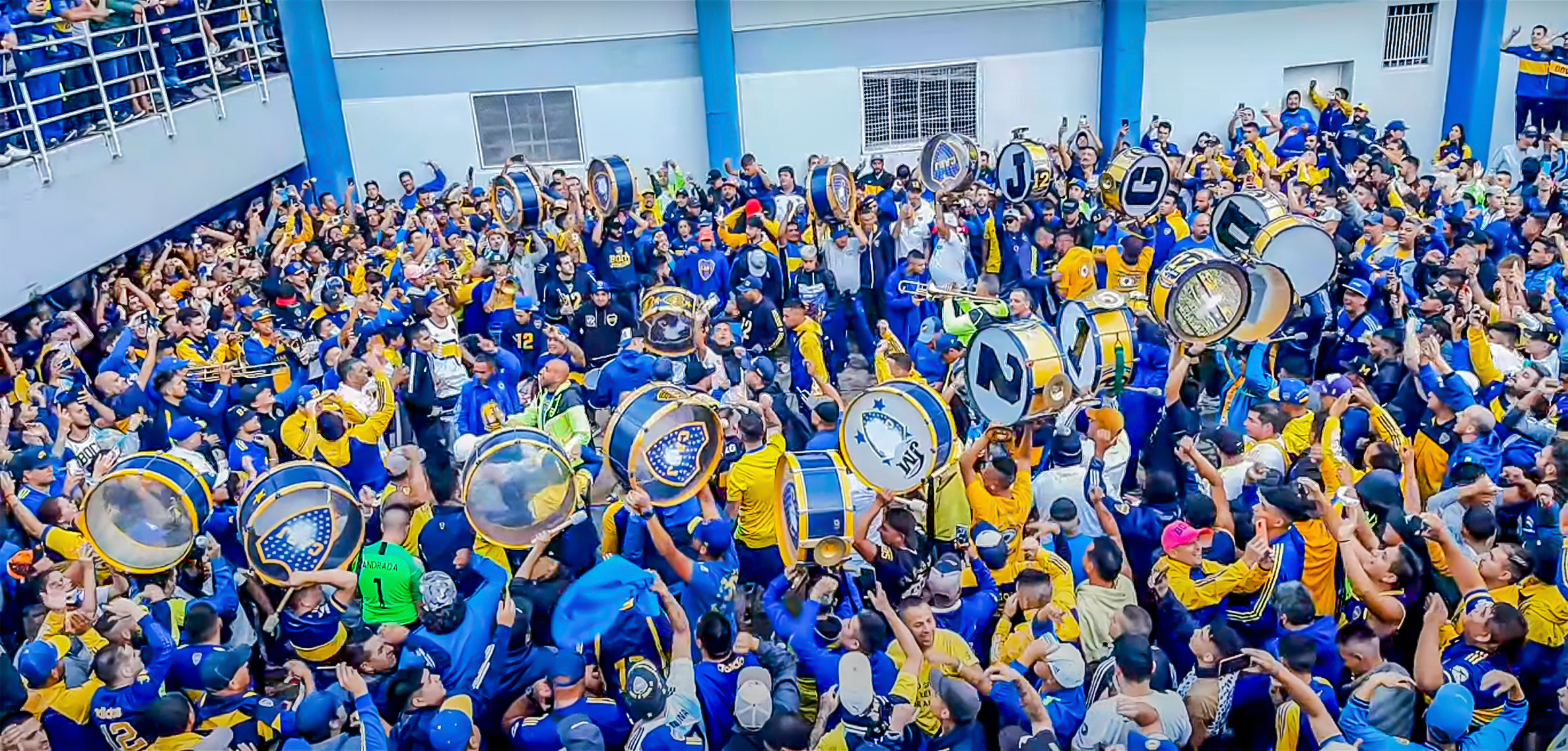
La 12 en el Estadio José Amalfitani antes de disputar un partido contra Rosario Central

En la actualidad, este apodo se utiliza principalmente para nombrar a su barra brava, conocida como La 12. El apodo «xeneizes», que recibe tanto el club como sus simpatizantes, se debe que la hinchada del equipo, en sus primeros años, estaba compuesta en su mayoría por inmigrantes italianos que se asentaron en La Boca a principios del siglo XX.
Debido a la gran colonia genovesa que vivía en este barrio, comenzó a utilizarse el apelativo de Xeneize para nombrar todo lo relacionado con el club.Este vocablo es una deformación de «zenéize», palabra perteneciente a la lengua de la región de Liguria, en su variante genovesa, que traducida significa, justamente, genovés.
En 2005, con motivos de los festejos por los 100 años del Club Atlético Boca Juniors este término se utilizó para representar una campaña publicitaria en donde se transformaba la palabra Centenario en Xentenario.

### Popularidad

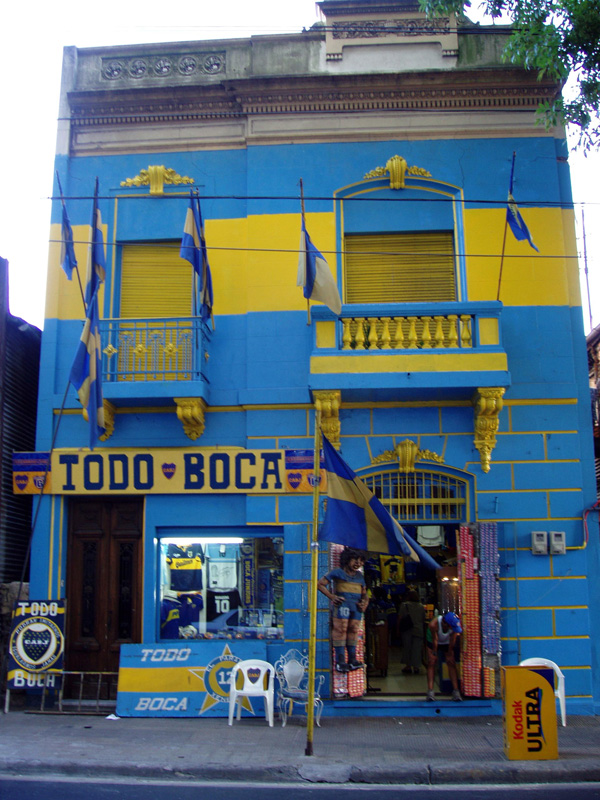
Brandsen 758, establecimiento enfrente de La Bombonera, 2004.

A diferencia de los demás equipos, en la mayor parte del mundo existen hinchas de Boca. Generalmente, los simpatizantes de cada equipo pertenecen mayoritariamente a la ciudad en la que el club tiene su sede, en cambio, la «hinchada» de Boca Juniors se extiende indiferenciadamente por todo el país y tradicionalmente se ha definido a sí misma como «La mitad más uno». Diversas encuestas ubican a Boca Juniors como el club de fútbol más popular del país, y como el Club con mayor porcentaje de hinchas en su país contabilizando Brasil, México, España, Alemania, Italia, Inglaterra, Portugal, Francia, Holanda y Japón. A continuación se listan sus detalles:
La encuesta del Sistema Nacional de Consumos Culturales, organizada en 2006 por la Secretaría de Medios de Comunicación de la Nación, arroja que Boca y River se llevan el 73% por ciento de los hinchas.
La encuesta tomó 3051 casos de todo el país.
| Boca Juniors                               | 41,5 % |
| River Plate                                | 31,8 % |
| Independiente                              | 4,8 %  |
| San Lorenzo                                | 3,3 %  |
| Racing Club                                | 3,2 %  |
| Sec. de Medios de Com. de la Nación, 2006. |        |

La encuesta «Los hinchas y el Fútbol» realizada a nivel nacional en marzo de 2006 por la consultora TNS Gallup para Rexona, refleja una serie de resultados más que significativos sobre la pasión y el sentimiento de todos los futboleros.
Los números fueron contundentes, ya que casi 7 de cada 10 argentinos se mostraron apasionados por el fútbol, el deporte más popular en Argentina y en el mundo.Los resultados fueron los siguientes:
| Boca Juniors  | 39 % |
| River Plate   | 28 % |
| Independiente | 6 %  |
| San Lorenzo   | 5 %  |
| Racing Club   | 5 %  |
| Rexona, 2006. |      |

Ante la consulta de «¿qué hinchada alienta más a su equipo?», surgieron estos resultados:
La de Boca fue elegida por el 52 % de los argentinos como la hinchada que más alienta. El resto de los equipos se ubica bastante lejos: River 13 %, Racing 9 %, Independiente 2 % y San Lorenzo y Vélez Sarfield con un 1 %. También aparece la selección nacional con un 9 %.
Quizás el hecho más curioso de la encuesta se refleja aquí: los hinchas de Boca eligieron a su propia hinchada con un 76 %, como la que más alienta, y los de River eligieron a los suyos con un 40 %.

#### Censo nacional de hinchas de TyC Sports
El canal de televisión deportivo argentino TyC Sports elaboró un censo por medio de su página web para conocer cuál era el equipo con mayor cantidad de hinchas. Participaron aproximadamente 250 000 hinchas y los resultados fueron los siguientes:
| 1.º                                         | Boca Juniors      | 22,46 % |
| 2.º                                         | River Plate       | 16,13 % |
| 3.º                                         | Rosario Central   | 9,94 %  |
| 4.º                                         | Newell's Old Boys | 7,70 %  |
| 5.º                                         | Independiente     | 7,53 %  |
| Censo nacional de hinchas TyC Sports, 2015. |                   |         |

#### Hinchas famosos dentro del mundo deportivo

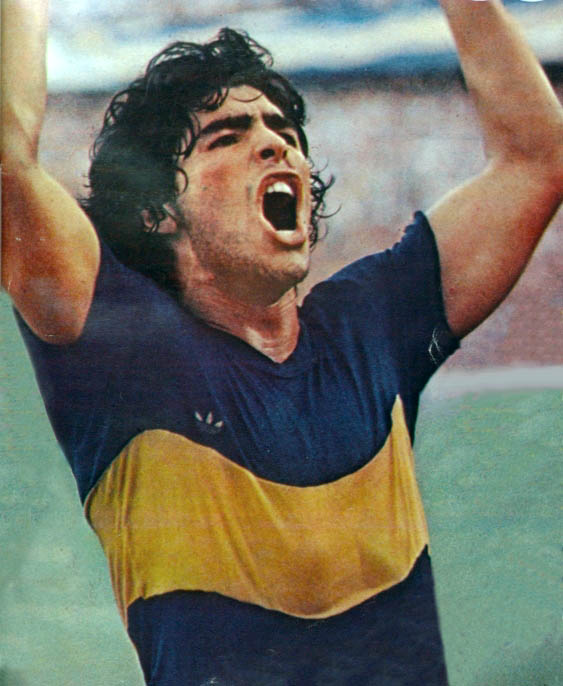
Diego Maradona, el hincha más famoso de Boca Juniors en el mundo.

Diversos futbolistas y leyendas del deporte han demostrado públicamente su simpatía por el Xeneize, como Roger Federer, Rafael Nadal, Novak Djokovic, Juan Martín Del Potro, Franco Colapinto, Diego Armando Maradona, Pelé, Zico, Ronaldo, Gabriel Batistuta, Thierry Henry, Éric Cantona, Roberto Baggio, Ronaldinho, Sergio Ramos, Gennaro Gattuso, Marco Materazzi, Robert Pirès, Francesco Totti, Antoine Griezmann, Edinson Cavani, Dani Alves, Felipe Melo, Christian Vieri, Daniele De Rossi, André-Pierre Gignac, Sinisa Mihajlovic, Davoo Xeneize, entre otros.

### Entradas vendidas

#### Promedio de entradas por partido
Es el equipo con mejor promedio de entradas vendidas por partido, en el período de 1917-2017. Solo se analizaron los campeonatos de liga, no incluye copas ni competiciones internacionales.
| Pos               | Club          | Promedio |
| ----------------- | ------------- | -------- |
| 1                 | Boca Juniors  | 15 610   |
| 2                 | River Plate   | 14 675   |
| 3                 | Racing Club   | 10 518   |
| 4                 | San Lorenzo   | 10 449   |
| 5                 | Independiente | 10 055   |
| MyB de AFA, 2017. |               |          |

#### Equipos que más entradas vendieron por año
Boca Juniors es el equipo que más veces terminó en la primera ubicación en venta de entradas entre 1917-2017.
| Pos               | Club          | Veces |
| ----------------- | ------------- | ----- |
| 1                 | Boca Juniors  | 54.º  |
| 2                 | River Plate   | 43.º  |
| 3                 | Racing Club   | 14.º  |
| 4                 | San Lorenzo   | 7.º   |
| 5                 | Independiente | 4.º   |
| MyB de AFA, 2017. |               |       |

## Anexos
| Entidades relacionadas | Datos estadísticos y trayectoria | Personalidades e historia | Infraestructuras |
| --- | --- | --- | --- |
| - Boca Juniors (baloncesto) - Boca Juniors (fútbol femenino) - Boca Juniors (inferiores) - Boca Juniors (voleibol) - Boca Juniors (futsal) - Club Atlético Boca Juniors (balonmano) | - Estadísticas del Club Atlético Boca Juniors - Récords del Club Atlético Boca Juniors - Palmarés del Club Atlético Boca Juniors - Gira europea del Club Atlético Boca Juniors - Partidos internacionales del Club Atlético Boca Juniors | - Historia del Club Atlético Boca Juniors - Futbolistas del Club Atlético Boca Juniors - Entrenadores del Club Atlético Boca Juniors - Presidentes del Club Atlético Boca Juniors - Uniforme del Club Atlético Boca Juniors - Museo de la Pasión Boquense - La 12 | - Estadio Ministro Brin y Senguel - Estadio Brandsen y Del Crucero - Estadio Alberto J. Armando - Estadio Luis Conde - Polideportivo Benito Quinquela Martín - Ciudad Deportiva de Boca Juniors - Complejo Pedro Pompilio - Boca Predio |